# Kaufmann Peaks
Kaufmann Peaks är bergstoppar i Kanada.   De ligger i provinsen Alberta, i den centrala delen av landet, 3 100 km väster om huvudstaden Ottawa.
Trakten runt Kaufmann Peaks består i huvudsak av gräsmarker. Trakten runt Kaufmann Peaks är nära nog obefolkad, med mindre än två invånare per kvadratkilometer.